# Peter René Körner
Peter René Körner (Berlijn, 8 december 1921 - Rösrath, 20 maart 1989) was een Duitse acteur, zanger, presentator en radiopresentator.

## Biografie
Körner begon zijn carrière na de Tweede Wereldoorlog als schlagerzanger met nummers als So viel Schwung, Die süßesten Früchte, Kleine bescheidene Wohnung, In der alten Hafenbar en Hannelore. Veel van zijn songs reflecteerden, net als de tijdens deze jaren opkomende heimatfilms, het verlangen naar een gave wereld, anderen namen heel concreet de thema's van de wederopbouw en het Wirtschaftswunder weer op.
Hij zong tijdens de jaren 1950 talrijke succesvolle schlagers (So viel Schwung, 1950) en hij werkte ook als populaire operettezanger en zanger van komische rollen in de opera op platen, o.a. in Meine Schwester und ich, Bezauberndes Fräulein en Marietta van Walter Kollo. 
In 1952 draaide Körner zijn eerste bioscoopfilm Traumschöne Nacht onder regie van Ralph Baum naast Rudolf Platte en Hubert von Meyerinck. Er volgden doorlopend film-, later ook tv-producties, eerst overwegend in oppervlakkige amusementsfilms. Zo zag men hem in 1962 o.a. als een van de hoofdrolspelers naast Willy Millowitsch en Elsa Scholten in een opvoering van het Millowitsch-Theater in het zeer succesvolle blijspel Tante Jutta aus Kalkutta.
Gelijktijdig werkte hij als radio en hoorspelspreker. Tot zijn bekendste rollen telden de negen episoden van de WDR-hoorspelreeks Paul Temple uit 1949 tot 1961, zoals o.a. in Paul Temple und der Fall Curzon, Paul Temple und der Fall Vandyke en Paul Temple und der Fall Madison met o.a. René Deltgen, Annemarie Cordes en Kurt Lieck. Daarnaast was de onverwisselbare zang- en spreekstem van Körner ook te horen in vele operetteproducties van de WDR (dirigent Franz Marszalek. Een hoofdrol had hij zelfs in 1957 in de Eduard Künneke-operette Liselott.
In het kinderprogramma van de WDR werd Körner tijdens de jaren 1960 tot een veelgevraagd vertolker. Hij werd vooral bekend door de series Kasper und René, Märchenraten mit Kasper und René, Ratereise mit Kasper und René en uiteindelijk tijdens de jaren 1970 en 1971 Hoftheater mit Kasper und René, die hij samen met de poppenspelers Friedrich Arndt (als Kasper), Rudolf Fischer (als Kaspers grootmoeder) en Wolfgang Buresch (als hond Wuschel) draaide. De Kasper-series leidden Körner en zijn team tot de opnamen in alle landen, zelfs op de druk bereden straten van Tokio werd gedraaid. Ook met Buresch, die deze keer de haas Cäsar sprak en met Paul Kuhn, Bill Ramsey en Arno Görke stond Körner in 1968 voor de tv-film Der Hase Cäsar hat Geburtstag voor de camera van de WDR.
Zijn populariteit als ster van de kindertelevisie verbond Körner met zijn vocale talent, omdat hij verschillende kinderlied-platen als Lieder für große und kleine Kinder (samen met het Kölner Kinderchor) en de Gute Nacht Kinderfibel opnam. Op de cover van de lp Hallo Kinder, hier ist René zag men hem nog een keer samen met de Hohnsteiner Kasper en de hond Wuschel uit de vroegere tv-programma's. Bovendien publiceerde hij meerdere boeken.
Tijdens de jaren 1970 en 1980 speelde Körner weer toenemend theater. Aanwezig op televisie bleef hij daarbij door de uitzendingen van de stukken uit het Keulse Theater im Vringsveedel, waar hij naast Trude Herr was te zien. Ook met Herr speelde hij in 1983 in de kerstsfeerrijke Schöne Bescherung. Met Willy Millowitsch draaide hij Der blaue Heinrich.
In 1985/1989 was hij als verteller betrokken bij de productie van Janoschs Traumstunde.

## Overlijden
Eind jaren 1980 kreeg de roker Körner longkanker, waaraan hij in maart 1989 op 67-jarige leeftijd overleed.

## Filmografie

### Films
- 1952: Traumschöne Nacht
- 1954: Dein Mund verspricht mir Liebe
- 1955: Premiere im Metropol – televisie (zanger)
- 1959: Der müde Theodor – televisie (Eusebius Findeisen)
- 1960: Bezaubernde Julia – televisie
- 1960: Das Haus voller Rätsel – televisie (George Watson)
- 1960: Das Paradies – televisie
- 1960: Ein Thron für Christine
- 1961: Ein Stern in einer Sommernacht
- 1961: Spanische Legende – televisie (Mexikaanse gast)
- 1962: Tante Jutta aus Kalkutta – televisie (Dr. Hannemann)
- 1977: Otto der Treue – televisie (Dr. Werner)
- 1986–90: Janoschs Traumstunde – televisie (verteller)

### Hoorspelen (selectie)
- 1947: Ein Inspektor kommt – regie: Wilhelm Semmelroth
- 1949: Paul Temple und die Affäre Gregory – regie: Eduard Hermann en Fritz Schröder-Jahn
- 1951: Paul Temple und der Fall Curzon – regie: Eduard Hermann
- 1953: Paul Temple und der Fall Vandyke – regie: Eduard Hermann
- 1954: Paul Temple und der Fall Jonathan – regie: Eduard Hermann
- 1954: Das große Wagnis – Henry Morton Stanleys Geschichte einer wunderbaren Entdeckungsreise (8 afleveringen) – regie: Kurt Meister
- 1956: Paul Temple und der Fall Madison – regie: Eduard Hermann
- 1956: Molière: Der Bürger als Edelmann – regie: Wilhelm Semmelroth (NWDR/RSB/RB/ORF)
- 1957: Paul Temple und der Fall Gilbert – regie: Eduard Hermann
- 1958: Es geschah in... Spanien; aflevering: Don Josés glückliche Hand – regie: Raoul Wolfgang Schnell
- 1958: Der kleine Lord – regie: Fritz Peter Vary
- 1958: Paul Temple und der Fall Lawrence – regie: Eduard Hermann
- 1959: Es geschah in ... Frankreich; aflevering: Inspektion in Lombez – regie: Hermann Pfeiffer
- 1959: Paul Temple und der Fall Spencer – regie: Eduard Hermann
- 1959: Es geschah in... Österreich; aflevering: Das Handtaschenwunder – regie: Otto Kurth
- 1960: Es geschah in ... Amerika; aflevering: Der Nixomat – regie: Raoul Wolfgang Schnell
- 1961: Paul Temple und der Fall Conrad – regie: Eduard Hermann
- 1961: Es geschah in... Süddeutschland; aflevering: Die Überstunden des Simon Parblinger – regie: Heinz Dieter Köhler
- 1964: Francis Durbridge: Nur über meine Leiche – regie: Wilm Ten Haaf (detective hoorspel – SR)

### Boeken
- (Hrsg.): Kinder sind auch Menschen, Hannover 1971.
- Co-auteur: Der kleine Kasimir und sein kluger Kakadu, Düsseldorf 1972.

### CD's
- Peter René Körner – Seine schönsten Aufnahmen – aus den Jahren 1949 bis 1953 (2 cd's, 36 nummers), RV Musik, Nr. 1413, EAN 4024322014138
- u.a.
- So viel Schwung
- Die süßesten Früchte
- Hannelore
- Wenn bei mir der Groschen fällt
- Tarragona
- Wo am Weg die Äpfel reifen
- Die Frau kommt direkt aus Spanien
- Das Seemannsgarn
- Hein, nimm deine Ziehharmonika
- Wenn der Hein in Rio ist

- Ralph Benatzky – A) Meine Schwester und ich, 1951, B) Bezauberndes Fräulein, 1952, Membran-ar.net ISBN 978-3-86735-374-8

- Walter Kollo Marietta, 1950 Köln, met Ruth Zillger en Jean Löhe, dirigent Franz Marszalek, Cantusclassics

- Bibliothèque nationale de France: cb165716304 (data)
- Gemeinsame Normdatei: 134431030
- International Standard Name Identifier: 0000 0000 5545 6540
- Library of Congress Control Number: n83134791
- MusicBrainz: 6a813932-b077-4802-a1f3-bc702617fbe6
- Virtual International Authority File: 3849382
- WorldCat: E39PBJrwWBRpGVxgT3PFHPGmBP